# Termoelektrana Vrdnik
Termoelektrana Vrdnik (srp. Термоцентрала рудника угља у Врднику) je termoelektrana rudnika ugljena u Vrdniku.

## Povijest
Proradila je 1911. godine. Spomenik kulture Srbije od velikog značaja. Tijekom NATO-va bombardiranja zgrada je pretrpjela kolateralna oštećenja. Međutim, po završetku bombardiranja, u razdoblju od 1999. do 2000. godine, lokalne su vlasti do temelja srušile elektranu i razvukle metalna postrojenja i opeku koje su uporabljene za gradnju stambenih i poslovnih objekata. Pravosudni organi do danas nisu procesuirali ovu totalnu devastaciju.

## Izgled
Prvenstvena namjena elektrane bila je osiguranje potrebne električne energije radi eksploatacije istoimenog rudnika. Energiju je davao ugljen iz rudnika, a struju su proizvodila dva parna stroja od po 1000 KS preko svojih dinama pojedinačne snage od po 750 KW. Napon u generatoru je bio 3 x 3150 V. Elektrana je proizvodila izmjeničnu struju frekvencije od 50 Hz. Postrojenja su smještena u prislonjene jednokatne dvorane s krovovima na dvije vode. Objekt je zidan poput mnogih onodobnih industrijskih objekata toga vremena, sa stilskim elementima klasicizma, koji su bili primijenjeni u arhitekturi javnih i sakralnih građevina. Glavna podužna fasada raščlanjena je plitkim pilastrima, visokim lučnim ulazom i pristupnim stubištem. Lijevo i desno od ulaza su prozorska okna razdvojena pilastrima. Okna su nalik na bifore, koje se lučno završavaju ispod krovnog vijenca.

## Vanjske poveznice
- Ostatci termoelektrane
- (srp.) Spomenici kulture u Srbiji: Termocentala rudnika uglja
- (srp.) Republički zavod za zaštitu spomenika kulture - Beograd
- (srp.) Lista spomenika